# Lee Ingleby
Pour les articles homonymes, voir Ingleby.
Lee Ingleby est un acteur et scénariste britannique, né le 28 janvier 1976 à Burnley, en Angleterre.

## Biographie
Lee Ingleby est né à Burnley dans le Lancashire, en Angleterre.
Il est surtout connu pour le rôle Stan Rocade dans  le film Harry Potter et le Prisonnier d'Azkaban, mais il a cependant eu de nombreux rôles dans des télé-films comiques ou dramatiques britanniques ces dernières années. On compte parmi ceux-ci un premier rôle en jouant le personnage de Sean O'Neill dans La Rue de Jimmy McGovern et celui d'un second rôle dans la seconde série de Early Doors en jouant le personnage du petit ami de Mel.

## Filmographie

### Comme acteur
- 1997 : Soldier Soldier (série télévisée) : Kevin Fitzpatrick
- 1998 : Killer Net (TV) : Gordon
- 1998 : Dans le rouge (In the Red) (TV) : Paul, the party worker
- 1998 : À tout jamais : Une histoire de Cendrillon (Ever After) : Gustave
- 1999 : Junk (TV) : Rob
- 1999 : The Dark Room (TV) : Bobby Franklyn
- 2000 : Nature Boy (feuilleton TV) : David
- 2000 : Borstal Boy : Dale
- 2001 : The Life and Adventures of Nicholas Nickleby (TV) : Smike
- 2001 : Cracks in the Ceiling : Lad
- 2001 : Les Allumés (Spaced) (TV) : Le chef des loubards (Saison 2, Episode 5)
- 2002 : Impact (TV) : Peter Stamford
- 2003 : Master and Commander : De l'autre côté du monde (Master and Commander: The Far Side of the World) : Hollom, Midshipman
- 2004 : Harry Potter et le Prisonnier d'Azkaban (Harry Potter and the Prisoner of Azkaban) : Stan Rocade
- 2004 : Haven : Patrick
- 2003 : Early Doors (série TV) : Dean (Series 2) (2004)
- 2005 : 1520 par le sang du glaive (The Headsman ou Shadow of the Sword), de Simon Aeby : Bernhard
- 2006 : Life on Mars (série télévisée, 2006) (TV) : Victor Tyler
- 2007 : Luther, série télévisée, Saison 2, Cameron Pell
- 2009 : Doghouse : Matt
- 2010 : Inspecteur George Gently (série TV) : John Bacchus
- 2014 : Our Zoo (série TV) : George Mottershead
- 2014 : Quirke (série TV) : Leslie White
- 2015 : The Five : Slade
- 2017 : Line of Duty : Nick Huntley
- Hippie Hippie Shake : Jim Anderson

### Comme scénariste
- 2001 : Cracks in the Ceiling